# Districte de Piešťany
El districte de Piešťany - (eslovac) Okres Piešťany - és un dels 79 districtes d'Eslovàquia. Es troba a la regió de Trnava. Té una superfície de 381,12 km², i el 2013 tenia 63.141 habitants. La capital és Piešťany.

## Demografia
| Godina             | 1994   | 2004   | 2014   | 2024   |
| ------------------ | ------ | ------ | ------ | ------ |
| Nombre de persones | 64.048 | 63.964 | 63.168 | 61.773 |
| Diferència         |        | −0,13% | −1,24% | −2,20% |

| Godina             | 2023   | 2024   |
| ------------------ | ------ | ------ |
| Nombre de persones | 62.015 | 61.773 |
| Diferència         |        | −0,39% |

## Llista de municipis

### Ciutats
- Piešťany
- Vrbové

### Pobles
Banka | Bašovce | Borovce | Dolný Lopašov | Drahovce | Dubovany | Ducové | Hubina | Chtelnica | Kočín-Lančár | Krakovany | Moravany nad Váhom | Nižná | Ostrov | Pečeňady | Prašník | Rakovice | Ratnovce | Sokolovce | Šípkové | Šterusy | Trebatice | Veľké Kostoľany | Veľké Orvište | Veselé
1. 1 2  «Počet obyvateľov podľa pohlavia - obce (ročne) [om7102rr_obce=AREAS_SK]».   Statistical Office of the Slovak Republic, 31-03-2025. [Consulta: 31 març 2025].